# 상계관세
상계관세(相計關稅, 영어: countervailing duties, anti-subsidy duties)는 외국의 공급자가 공급국 정부로부터 보조금 또는 장려금을 지급받아 수출경쟁력이 높아진 물품이 수입됨으로 인하여 국내산업이 실질적인 피해를 입거나 입을 우려가 있는 등의 사유가 발생한 경우, 보조금 범위 내에서 상계관세를 부과함으로써 국내산업이 공정경쟁을 도모하고 관련 국내산업을 보호하는 제도이다.
관세 및 무역에 관한 일반협정(GATT)에서는 수출국에서 지원한 보조금을 상쇄하도록 상계관세 부과를 인정하고 있다. 상계관세는 기본관세 외에 해당상품에 지급되는 장려금이나 보조금만큼 더해져 산정되며, 부과요건은 생산 및 수출에 직.간접적으로 장려금·보조금을 받는 수입품, 이러한 수입품에 의해 국내산업이 저해되거나 저해될 우려가 있는 경우 등이다.

## 적용 사례
미국에서는 2002년 11월 마이크론 등이 2000년 하이닉스의 채권은행인 산업은행이 회사채 신속 인수제도를 통해 현대전자의 회사채를 인수한 것이 세계무역기구(WTO) 보조금협정에 위배된다며 하이닉스 제품에 대해 고율의 상계관세를 부과하라고 요구하였다. 이로 인해 2003년 ~ 2011년까지 8년 동안 하이닉스 제품에 대하여 상계 관세가 부과되었다.
2012년 미국은 중국 정부가 태양광 제품에 대해 보조금을 지급한 데에 따라 15~16%의 상계관세도 부과키로 했다.

## 같이 보기
- 반덤핑 관세

## 참고
1. ↑  “상계관세제도”. 2016년 3월 4일에 원본 문서에서 보존된 문서. 2012년 11월 7일에 확인함.
2. ↑  몬이의 블루마블 :: 상계관세 ( Countervailing Duty)[깨진 링크(과거 내용 찾기)]
3. ↑  보조금과 상계관세 부과
4. ↑  하이닉스, 상계관세 굴레 벗고 도약[깨진 링크(과거 내용 찾기)]
5. ↑  태양광산업 “비빌 언덕이 없다”